# Túpac Amaru II
José Gabriel Condorcanqui Noguera (Surimana, Virreinato del Perú, 19 de marzo de 1738 - Cusco, 18 de mayo de 1781) o José Gabriel Túpac Amaru, autodenominado José I y actualmente conocido como Túpac Amaru II, fue un noble inca, comerciante y caudillo indígena hispano-peruano que a finales del siglo XVIII lideró la «Gran rebelión» contra los abusos de autoridades españolas en el Virreinato del Perú. Esta insurrección se considera un antecedente clave para las guerras de independencia en América a principios del siglo XIX, aunque su contexto ideológico y social fuera muy distinto.   
De origen noble, era descendiente directo de Túpac Amaru I, último inca de Vilcabamba; se formó en Cuzco y heredó el curacazgo de Surimana, Pampamarca y Tungasuca tras la muerte de su padre. También acumuló fortuna mediante el arrieraje, transportando mercancías y minerales en el Alto Perú.  Como curaca reconocido por la administración virreinal, intercedió entre sus comunidades y las autoridades del virreinato, presentando peticiones para aliviar las cargas del tributo indígena y la mita minera. Sus solicitudes y demanas de exención fueron ignoradas en Tinta, Cuzco y Lima. Como consecuencia, el 4 de noviembre de 1780, tras ejecutar al corregidor Antonio de Arriaga, acusado de abusos reiterados, inició la rebelión que buscaba restituir la justicia para los pueblos andinos, Aunque inicialmente formulada en nombre del Rey, la insurrección se radicalizó con el tiempo y se expandió por varias regiones del virreinato del Perú extendiéndose también al Alto Perú y al Virreinato del Río de la Plata.
El movimiento de Túpac Amaru II no fue inicialmente un levantamiento independentista sino una rebelión contra los abusos del sistema administrativo y económico impuesto por la monarquía hispánica, especialmente tras las Reformas Borbónicas. Su objetivo principal era la abolición de prácticas opresivas como la mita minera, el reparto de mercancías, los obrajes, los corregimientos, las alcabalas y las aduanas, que favorecían principalmente a españoles y criollos en detrimento de la población indígena. El 16 de noviembre de 1780, Túpac Amaru II decretó por primera vez en Hispanoamérica la abolición de la esclavitud de los negros. Sin embargo, esta medida tuvo un valor más simbólico que práctico, ya que su implementación efectiva fue limitada y no constituyó el centro de su programa político.
Aunque Túpac Amaru II no fue un precursor independentista en el sentido moderno, su rebelión de 1780 ha sido objeto de múltiples reinterpretaciones políticas.  A lo largo del tiempo, diversos gobiernos y movimientos ideológicos, principalmente dentro de corte nacionalista o de izquierda política, especialmente durante el régimen de Juan Velasco Alvarado (1968-1975), que lo convirtió en un símbolo de reivindicación social. En el Perú contemporáneo, Túpac Amaru II es evocado en ciertas narrativas oficiales como símbolo de resistencia. Actualmente, su imagen continúa siendo evocada como parte del legado histórico andino, más allá de los debates sobre su verdadera intención política.

## Infancia y juventud
José Gabriel Condorcanqui Noguera nació el 19 de marzo de 1738 en la localidad de Surimana, provincia de Canas (Cuzco, Perú). Fue hijo de Miguel Condorcanqui Usquiconsa y Carmen Rosa Noguera Valenzuela. Su padre fue curaca de tres pueblos en el distrito de Tinta: Surimana, Pampamarca y Tungasuca, cargo que heredó José Gabriel. Su infancia y adolescencia las vivió en Surimana, acompañando a su padre en sus viajes mientras éste cumplía sus deberes como curaca y ejercía su oficio de mercader.

### Educación

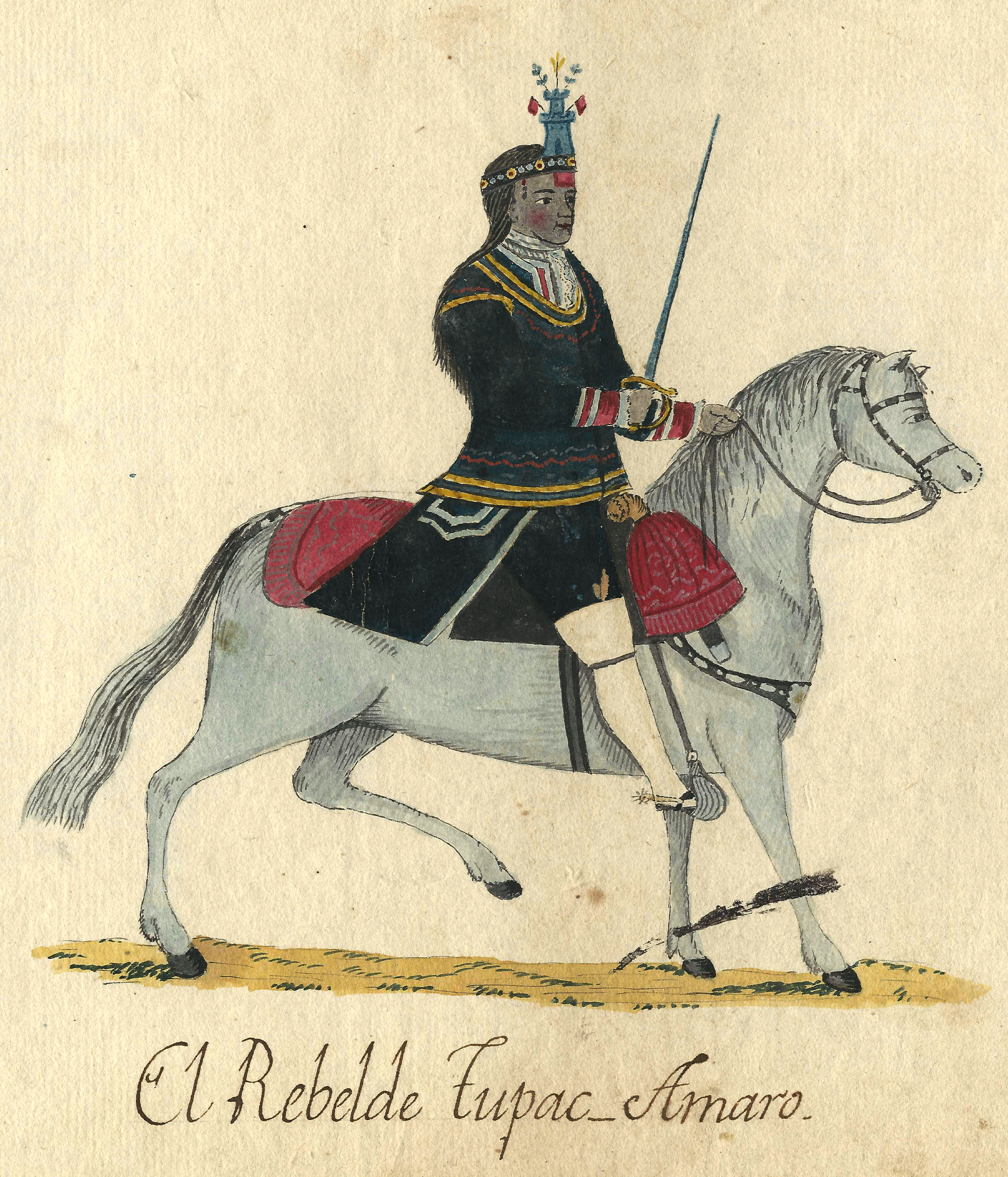
Retrato de Túpac Amaru II realizado por un autor anónimo ca. 1784-1806.

Su educación inicial quedó a cargo de los padres López de Sosa y Rodríguez hasta los doce años. Por su condición de indígena noble estudió en el prestigioso colegio San Francisco de Borja del Cuzco, dirigido por la orden de los jesuitas para los hijos de los curacas, dominaba el español, el quechua y el latín.
Durante su adolescencia, obtuvo una esmerada educación por parte de la orden de los jesuitas quienes le instruyeron con las doctrinas de la Escuela de Salamanca y se cree que, luego, durante su estadía en Lima (entre 1777 y 1780), frecuentó círculos intelectuales criollos clandestinos donde se debatían textos de Voltaire y Rousseau, en aquella época censurados.

## Nombre
José Gabriel Condorcanqui, cuyo apellido en quechua significa: "eres el cóndor" (kuntur:cóndor, kanki: eres o seas)  adoptó el nombre de su antepasado, el inca Túpac Amaru― en quechua: 'serpiente resplandeciente'― último inca de Vilcabamba, ejecutado en 1572, y bajo el nombre de "Túpac Amaru II, Inca",  buscó legitimar su liderazgo rebelde, además de reclamarse como heredero natural y legítimo del trono del imperio incaico, aunque no fundó un estado soberano ni se proclamó emperador en sentido efectivo. En abril de 1781 poco antes de ser capturado, algunos documentos lo muestran firmando como "José I" en el clímax del movimiento. Incluso, a usanza europea, llegó a identificarse con el título de: «Inca, rey del Perú, Santa Fé, Quito, Chile, Buenos Aires y continentes de los mares del sur, duque de la Superlativa, señor de los Césares y Amazonas, y del gran Paititi»

## Curacazgo y vida previa a la rebelión
En 1756, José Gabriel fue nombrado curaca de los territorios que le correspondían por herencia, seis años después de la muerte de su padre. El 25 de mayo de 1758, contrajo matrimonio con Micaela Bastidas Puyucahua con quien tuvo tres hijos: Hipólito, Mariano y Fernando. Vivía la situación típica de los curacas: tenía que mediar entre el corregidor y los indígenas a su cargo. Fijó su residencia en la ciudad del Cuzco, desde donde viajaba constantemente para controlar el funcionamiento de sus tierras y negocios, de los que se cuentan actividades mineras y campos de coca en Carabaya, también poseía varias casas y una pequeña hacienda en su provincia natal. Heredó también 350 mulas, las que usaba para trabajar el circuito Cuzco - Alto Perú, la ruta de comercio que ligaba Lima y Cuzco con las sumamente importantes minas de Potosí. Las personas lo reverenciaban por su herencia inca y, de acuerdo con muchos, por sus educadas maneras y su disposición a defender al campesino pobre.
Empezó a sufrir la presión de las autoridades españolas quienes lo sometían al pago de prebendas, en especial por presión de los arrieros que vivían en la región de la cuenca del Río de la Plata, quienes intentaban tener el monopolio del tránsito de mineral por el Alto Perú. Tras las reformas borbónicas y la apertura de Buenos Aires al comercio del Alto Perú en 1778, que acabó con el monopolio comercial de Lima y significó una mayor competencia para los productores del Cuzco que vendían sus mercancías en Potosí y tenían que competir con las de Buenos Aires e, incluso, los de España. Por otro lado, la extendida sobreproducción a lo largo de los Andes empujó los precios a la baja. Mas aún, en los años 1778 y 1779, un clima extremadamente frío dañó las cosechas y dificultó los viajes. En 1780, Túpac Amaru, quien también experimentó esta crisis, tenía considerables recursos, pero, del mismo modo, numerosas deudas y fue testigo del malestar económico desde mercaderes al borde de la quiebra hasta comunidades nativas que no podían solventar la creciente carga fiscal. Realizó reclamos sobre estos temas pidiendo también que los indígenas fueran liberados del trabajo obligatorio en las minas, documentos dirigidos por las vías regulares a las autoridades coloniales en Tinta, Cuzco y después en Lima, que obtuvieron negativas o indiferencia.
Algunos autores mencionan que Tupac Amaru pudo ser iniciado en el pensamiento masónico durante su estancia en Lima a finales de la década de 1770, a través del noble criollo cuzqueño Miguel Montiel, quien tenía opiniones políticas que coincidían en muchos aspectos con las ideas de la Ilustración y sus críticas a la Monarquía Española.  la mayoría de los historiadores y biógrafos descartan el origen masónico de Tupac Amaru y Montiel al no encontrarse pruebas documentales, pero convergen en que recibió influencia de libros y autores franceses e ingleses que eran censurados en aquella época.

## La Gran Rebelión

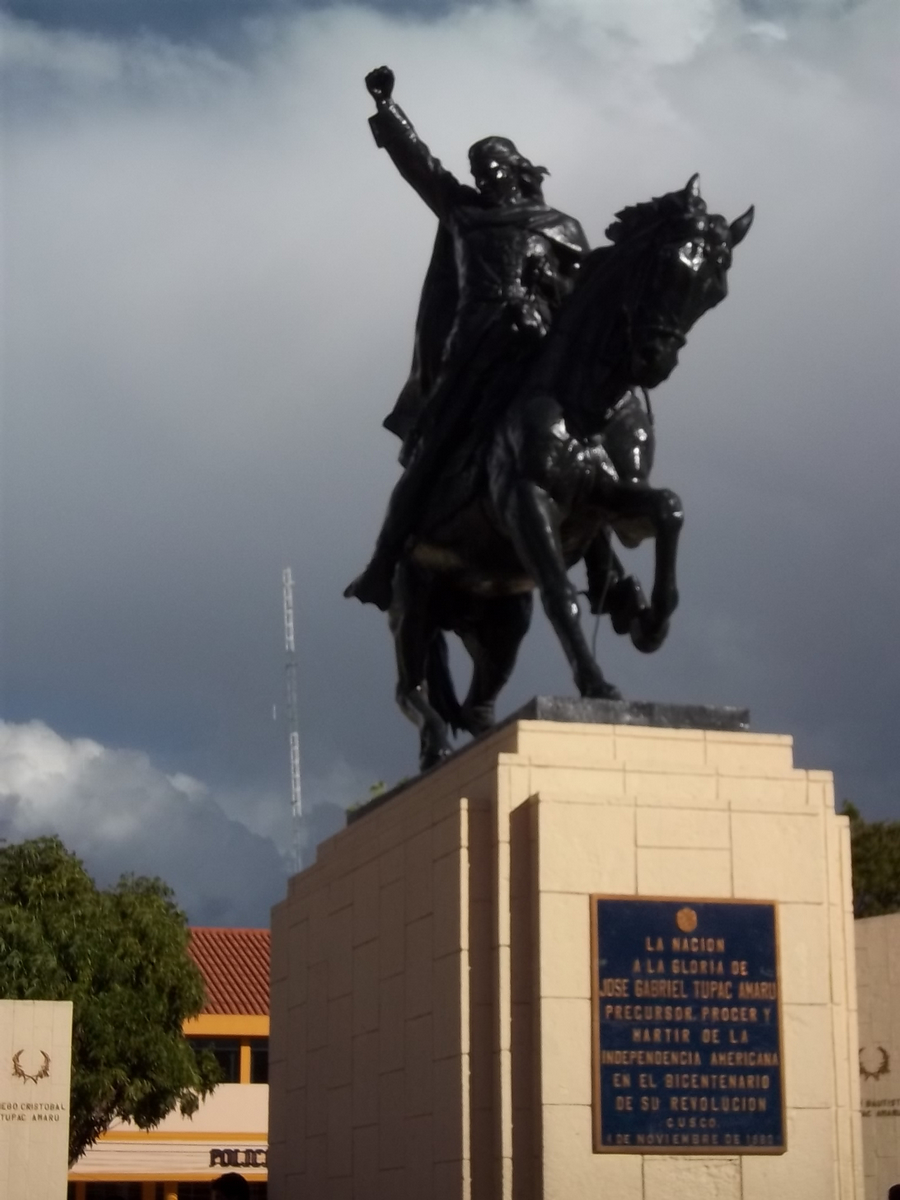
Monumento actual en el Cuzco en homenaje a José Gabriel Túpac Amaru, en la plaza del mismo nombre.

En 1776, como parte de las Reformas borbónicas, se creó el virreinato del Río de la Plata, separando los territorios de la Real Audiencia de Charcas del Virreinato del Perú. Esta medida modificó las rutas comerciales, favoreciendo a Buenos Aires en detrimento de Lima, lo que afectó económicamente a las regiones del sur del Virreinato peruano y del Alto Perú, incluyendo ciudades como Cusco, Arequipa, Puno, La Paz y Potosí.  
Paralelamente, se incrementaron y cobraron con mayor eficiencia los impuestos, como la alcabala, afectando a los comerciantes del sur del Virreinato peruano y del Alto Perú, en su mayoría caciques o curacas de linaje real pero de cultura mestiza. Estos comerciantes también fueron perjudicados por el desplazamiento arbitrario de autoridades indígenas, favoreciendo aquellos subordinados al Estado en perjuicio de los líderes legítimos. En este contexto de creciente malestar, el recuerdo del Imperio incaico y sus símbolos cobró importancia entre la población indígena, convirtiéndose en un modelo de alternativa frente a un sistema económico que los oprimía. 
Túpac Amaru planeó un golpe contra Antonio de Arriaga, corregidor de Canas y Canchis (Tinta), que atemorizase a los españoles y diera impulso a su movimiento anticolonial. Apresó a Arriaga tras una emboscada, haciéndole firmar una carta falsa a través de la que le fueron remitidos 22 000 pesos, barras de oro, mosquetes y mulas, gracias a los cuales comenzó a dar sustento económico a su alzamiento.
El 4 de noviembre de 1780 captura, enjuicia y ejecuta al corregidor español Antonio de Arriaga, iniciando con ello la rebelión contra la dominación colonial española. El 16 de noviembre de 1780, Túpac Amaru redactó un bando donde decretaba la emancipación de los esclavos afroperuanos y africanos. En este documento exhortaba a todos los españoles «decentes», el clero y otras personas con amistad con la población peruana a unirse a la lucha contra las hostilidades y abusos de la población europea; y a todos los que habían sido maltratados por los «chapetones»(nombre despectivo para los españoles), incluyendo a los esclavos, para que los abandonaran. Esta decisión cumplía un fin táctico; con la huida de los esclavos, la economía de exportación colonial se desmoronaría y las fuerzas rebeldes crecerían. Además, el efecto psicológico supuso que en Lima, las clases altas en sus haciendas se preocuparan más por los esclavos desafiantes y los negros y mulatos libres que por la población de la sierra. Cuarenta años más tarde, el libertador argentino, general José de San Martín, empleó la misma táctica a su llegada a las costas peruanas, prometiendo a los esclavos su libertad si se le unían.
A medida que la revolución se propagaba fuera de la provincia peruana de Tinta iba disminuyendo en su fuerza, puesto que en provincias como Calca, Lares, Cotabamba, Abancay se produjo una resistencia realista importante contra Túpac Amaru. Una de las causas fue la resistencia étnica, al ser considerado como un advenedizo e impostor por ser mestizo, razón por la que no había obtenido el decisivo apoyo de los doce ayllus reales (o panacas) del Cusco. 
La rebelión de Túpac Amaru supuso la primera propuesta de formación nacional en el continente, de ahí sus permanentes llamamientos a la concordia y la unión entre criollos, mestizos e indígenas, como cuando manifestara: 

...Solo siento de los paisanos criollos, a quienes ha sido mi ánimo no se les siga algún perjuicio, sino que vivamos como hermanos, y congregados en un cuerpo, destruyendo a los europeos. Todo lo cual, mirando con el más maduro acuerdo, y que esta pretensión no se opone en lo más leve a nuestra sagrada religión católica, sino solo a suprimir tanto desorden, después de haber tomado por acá aquellas medidas que han sido conducentes para el amparo, protección y conservación de los españoles criollos, de los mestizos, zambos e indios, y su tranquilidad, por ser todos paisanos y compatriotas, como nacidos en nuestras tierras, y de un mismo origen de los naturales, y de haber padecido todos igualmente dichas opresiones y tiranías de los europeos.

Durante su máximo apogeo y, especialmente, luego de la captura y ejecución de Túpac Amaru y su familia, la rebelión se extendió de manera extremadamente violenta, sin toma de prisioneros y con la práctica de asesinar a cualquier persona que hablase castellano o vistiese a la manera europea; los indígenas que se vestían con moda española también fueron atacados. Así, la ejecución sistemática de los puka kunka (literalmente 'cuellos rojos') convirtió la rebelión en un auténtico baño de sangre en el que se estima se produjo el asesinato de entre ochenta y cien mil personas.

## Captura y ejecución

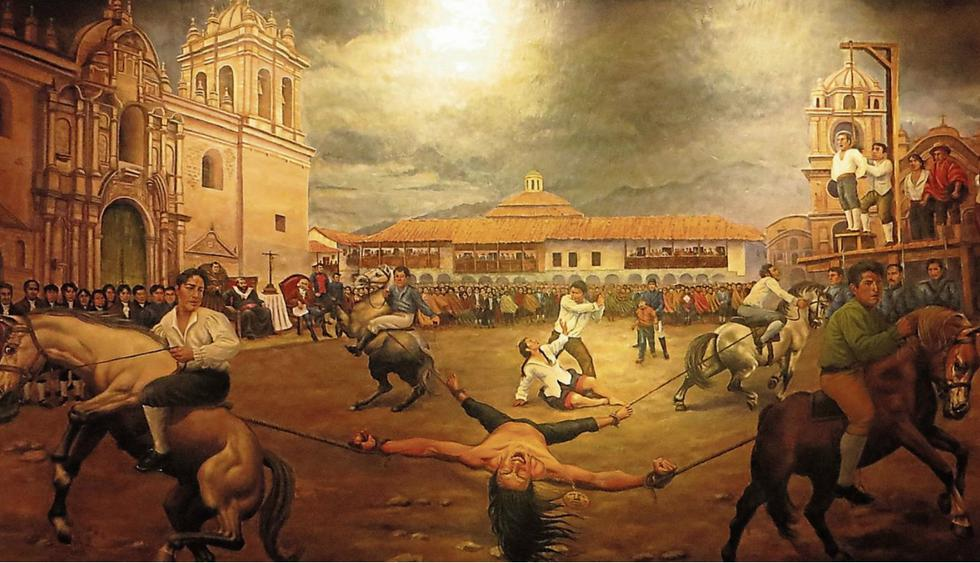
Intento de desmembramiento de Túpac Amaru II.

Tras negarse a tomar el Cusco sacrificando a los indígenas que los realistas ubicaban en la vanguardia y ante la llegada de un ejército de 17 000 soldados desde Lima, Túpac Amaru II ordenó la retirada de su ejército a su base militar en Tinta, mientras las fuerzas realistas mandan una expedición punitiva de casi 20 000 soldados en su contra. Fue en esta campaña en la que, tras ser derrotado en la batalla de Checacupe, Túpac Amaru II fue traicionado por dos partidarios suyos, el mestizo Francisco Santa Cruz y el español Ventura Landaeta, y es capturado en Langui el 6 de abril de 1781.
Fue llevado al Cuzco encadenado y montado en una mula, ciudad donde ingresó una semana después, «con semblante sereno», mientras las campanas de la catedral repicaban celebrando su captura. Apresado en la capilla de San Ignacio del convento de la Compañía de Jesús, fue sucesivamente interrogado y torturado. Cuando el visitador español José Antonio de Areche, enviado del rey de España, entró intempestivamente al calabozo para exigirle nombres a cambio de promesas, Túpac Amaru II le contestó: «Solamente tú y yo somos culpables, tú por oprimir a mi pueblo, y yo por tratar de libertarlo de semejante tiranía. Ambos merecemos la muerte».
El viernes 18 de mayo de 1781, en un acto público en la plaza de Armas del Cusco, se cumplió la sentencia de Túpac Amaru II, 209 años después de la ejecución de Túpac Amaru I. Sus familiares y principales capitanes quienes fueron sacados de sus celdas, custodiados por miembros fuertemente armados de la milicia de mulatos y la de Huamanga, hasta llegar a la plaza donde se habían levantado horcas, también vigiladas por mulatos armados. Los prisioneros iban vestidos con zurrones, que se usaban para traer hierba mate del Paraguay, y con las manos y los pies fuertemente atados.
Diego Verdejo; Antonio Oblitas, el hermano de Micaela, Antonio Bastidas; y Antonio Castelo, fueron las primeras víctimas. Después, fueron ejecutados Francisco Túpac Amaru (tío de José Gabriel) e Hipólito (hijo mayor de Túpac Amaru II y Micaela Bastidas), a quienes les cortaron la lengua antes de ser ahorcados. A continuación, fue ejecutada por garrote Tomasa Tito Condemayta, en algún momento llamada la favorita de Túpac Amaru.
Después, Micaela Bastidas fue llevada a las horcas donde se le intentó cortar la lengua pero se afirma que los verdugos no lo lograron y solo pudieron hacerlo tras su ejecución mediante el garrote. A José Gabriel, al igual que hicieron con varios de sus lugartenientes, con su tío y su hijo mayor, le cortaron la lengua. Intentaron descuartizarlo vivo, atando cada una de sus extremidades a caballos para que estos tirasen de aquellas y las arrancaran, pero sus intentos fracasaron debido a su contextura física. 

Atáronle a las manos y pies cuatro lazos, y asidos estos a la cincha de cuatro caballos, tiraban cuatro mestizos a cuatro distintas partes: espectáculo que jamás se había visto en esta ciudad. Intentaron por mucho tiempo pero no pudieron absolutamente dividirlo después que por un largo rato lo estuvieron tironeando, de modo que lo tenían en el aire, en un estado que parecía una araña.

Frustrado por esos intentos infructuosos, Areche ordenó decapitarlo.

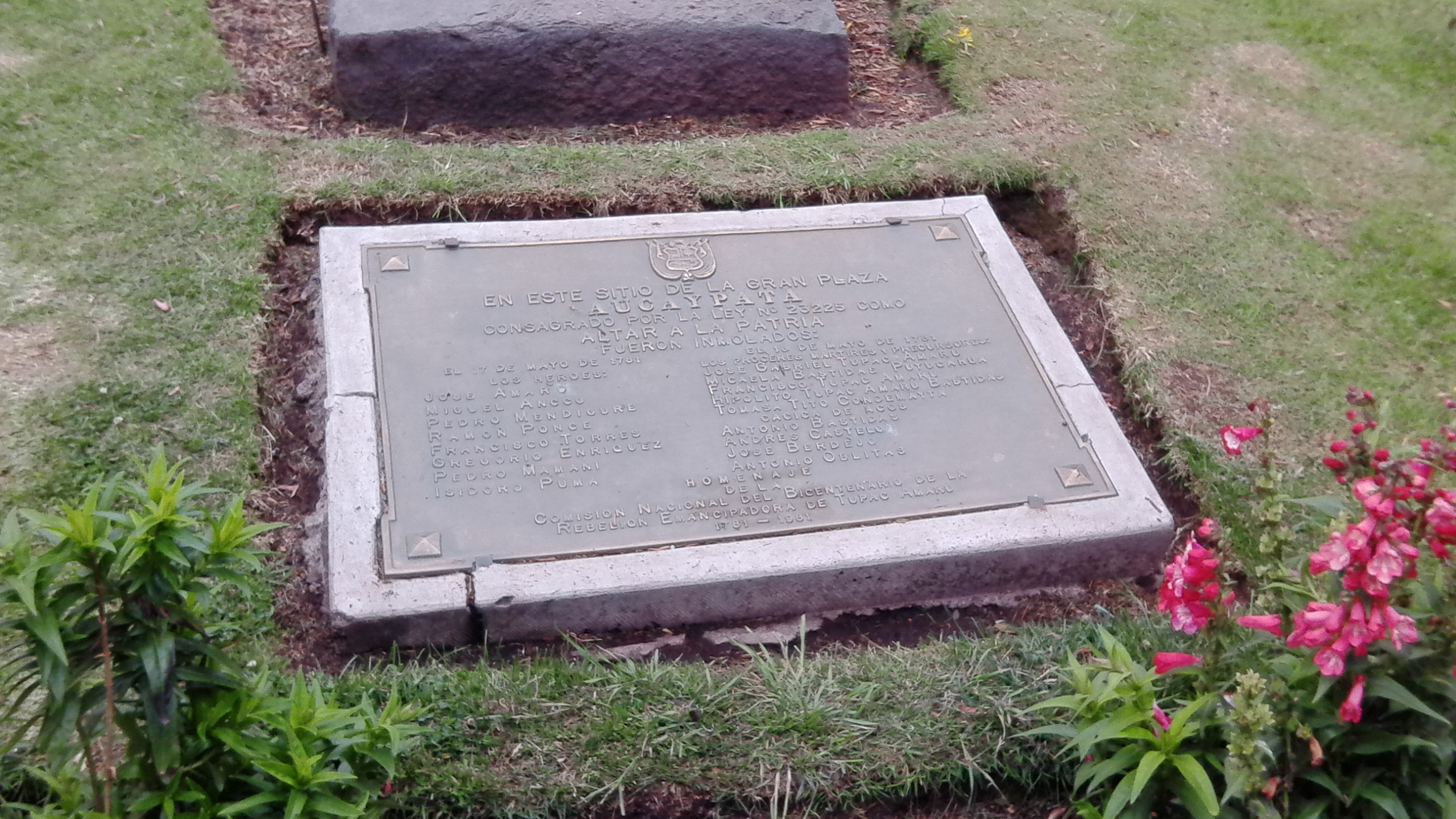
La tumba de Túpac Amaru II, se encuentra en la Plaza de Armas del Cuzco.

Su hijo menor, Fernando, gritó al ser testigo de la agonía de su padre. En palabras del geógrafo y viajero inglés Clements R. Markham, quien visitó el Perú numerosas veces a mediados del siglo XIX, Fernando:

Lanzó un grito desgarrador, grito que por muchos años repercutió en el corazón de todos los concurrentes, acrecentado su odio contra los opresores. Fue este grito la sentencia de muerte de la dominación española en la América del Sur.
Clement Markham

Tras su muerte, el cuerpo de Túpac Amaru fue despedazado; su cabeza fue colocada en una lanza exhibida en Cuzco y Tinta, sus brazos en Tungasuca y Carabaya, y sus piernas en Livitaca (actual provincia de Chumbivilcas) y en Santa Rosa (actual provincia de Melgar, Puno). De igual forma despedazaron los cuerpos de su familia y seguidores, y los enviaron a otros pueblos y ciudades. Todo ello descrito en el documento español Distribución de los cuerpos, o sus partes, de los nueve reos principales de la rebelión, ajusticiados en la plaza de Cuzco, el 18 de mayo de 1781. 
A pesar de la ejecución de Túpac Amaru II y de su familia, el gobierno virreinal no logró sofocar la rebelión, que continuó acaudillada por su primo, Diego Cristóbal Túpac Amaru, al tiempo que se extendía por el Alto Perú y la región de Jujuy. Asimismo, se comenzó a evidenciar contra los criollos mala voluntad de parte de la Corona Española, especialmente por la Causa de Oruro, y también por la demanda entablada contra Juan José Segovia, nacido en Lima y el coronel Ignacio Flores, nacido en Quito, quien había ejercido como presidente de la Real Audiencia de Charcas y había sido gobernador intendente de La Plata (Chuquisaca o Charcas, actual Sucre).

## Familia

### Ancestros
|  |  |  |  |  |  |  |  |                     |                     |                     |                     |                     |                     | Túpac Yupanqui Sapa Inca                                     | Túpac Yupanqui Sapa Inca                                     | Túpac Yupanqui Sapa Inca                                     | Túpac Yupanqui Sapa Inca                                     | Túpac Yupanqui Sapa Inca                                     | Túpac Yupanqui Sapa Inca                                     |                                                                   |                                                                   |                                                                   |                                                                   |                                                                   |                                                                   | Mama Ocllo Coya Coya Inca                                      | Mama Ocllo Coya Coya Inca                                      | Mama Ocllo Coya Coya Inca                                      | Mama Ocllo Coya Coya Inca                                      | Mama Ocllo Coya Coya Inca                                      | Mama Ocllo Coya Coya Inca                                      |                                                                                     |                     |                     |                     |                     |                     |                         |                         |                         |                         |                         |                         |  |  |  |  |
|  |  |  |  |  |  |  |  |                     |                     |                     |                     |                     |                     | Túpac Yupanqui Sapa Inca                                     | Túpac Yupanqui Sapa Inca                                     | Túpac Yupanqui Sapa Inca                                     | Túpac Yupanqui Sapa Inca                                     | Túpac Yupanqui Sapa Inca                                     | Túpac Yupanqui Sapa Inca                                     |                                                                   |                                                                   |                                                                   |                                                                   |                                                                   |                                                                   | Mama Ocllo Coya Coya Inca                                      | Mama Ocllo Coya Coya Inca                                      | Mama Ocllo Coya Coya Inca                                      | Mama Ocllo Coya Coya Inca                                      | Mama Ocllo Coya Coya Inca                                      | Mama Ocllo Coya Coya Inca                                      |                                                                                     |                     |                     |                     |                     |                     |                         |                         |                         |                         |                         |                         |  |  |  |  |
|  |  |  |  |  |  |  |  |                     |                     |                     |                     |                     |                     |                                                              |                                                              |                                                              |                                                              |                                                              |                                                              |                                                                   |                                                                   |                                                                   |                                                                   |                                                                   |                                                                   |                                                                |                                                                |                                                                |                                                                |                                                                |                                                                |                                                                                     |                     |                     |                     |                     |                     |                         |                         |                         |                         |                         |                         |  |  |  |  |
|  |  |  |  |  |  |  |  |                     |                     |                     |                     |                     |                     |                                                              |                                                              |                                                              |                                                              |                                                              |                                                              | Huayna Cápac Sapa Inca                                            |                                                                   |                                                                   |                                                                   |                                                                   |                                                                   |                                                                |                                                                |                                                                |                                                                |                                                                |                                                                |                                                                                     |                     |                     |                     |                     |                     |                         |                         |                         |                         |                         |                         |  |  |  |  |
|  |  |  |  |  |  |  |  |                     |                     |                     |                     |                     |                     |                                                              |                                                              |                                                              |                                                              |                                                              |                                                              |                                                                   |                                                                   |                                                                   |                                                                   |                                                                   |                                                                   |                                                                |                                                                |                                                                |                                                                |                                                                |                                                                |                                                                                     |                     |                     |                     |                     |                     |                         |                         |                         |                         |                         |                         |  |  |  |  |
|  |  |  |  |  |  |  |  |                     |                     |                     |                     |                     |                     |                                                              |                                                              |                                                              |                                                              |                                                              |                                                              | Manco Inca Inca de Vilcabamba                                     |                                                                   |                                                                   |                                                                   |                                                                   |                                                                   |                                                                |                                                                |                                                                |                                                                |                                                                |                                                                |                                                                                     |                     |                     |                     |                     |                     |                         |                         |                         |                         |                         |                         |  |  |  |  |
|  |  |  |  |  |  |  |  |                     |                     |                     |                     |                     |                     |                                                              |                                                              |                                                              |                                                              |                                                              |                                                              |                                                                   |                                                                   |                                                                   |                                                                   |                                                                   |                                                                   |                                                                |                                                                |                                                                |                                                                |                                                                |                                                                |                                                                                     |                     |                     |                     |                     |                     |                         |                         |                         |                         |                         |                         |  |  |  |  |
|  |  |  |  |  |  |  |  |                     |                     |                     |                     |                     |                     |                                                              |                                                              |                                                              |                                                              |                                                              |                                                              | Túpac Amaru I Inca de Vilcabamba                                  |                                                                   |                                                                   |                                                                   |                                                                   |                                                                   |                                                                |                                                                |                                                                |                                                                |                                                                |                                                                |                                                                                     |                     |                     |                     |                     |                     |                         |                         |                         |                         |                         |                         |  |  |  |  |
|  |  |  |  |  |  |  |  |                     |                     |                     |                     |                     |                     |                                                              |                                                              |                                                              |                                                              |                                                              |                                                              |                                                                   |                                                                   |                                                                   |                                                                   |                                                                   |                                                                   |                                                                |                                                                |                                                                |                                                                |                                                                |                                                                |                                                                                     |                     |                     |                     |                     |                     |                         |                         |                         |                         |                         |                         |  |  |  |  |
|  |  |  |  |  |  |  |  | Felipe Condorcanqui | Felipe Condorcanqui | Felipe Condorcanqui | Felipe Condorcanqui | Felipe Condorcanqui | Felipe Condorcanqui |                                                              |                                                              |                                                              |                                                              |                                                              |                                                              | Juana Pilcohuaco Ñusta                                            | Juana Pilcohuaco Ñusta                                            | Juana Pilcohuaco Ñusta                                            | Juana Pilcohuaco Ñusta                                            | Juana Pilcohuaco Ñusta                                            | Juana Pilcohuaco Ñusta                                            |                                                                |                                                                |                                                                |                                                                |                                                                |                                                                |                                                                                     |                     |                     |                     |                     |                     |                         |                         |                         |                         |                         |                         |  |  |  |  |
|  |  |  |  |  |  |  |  | Felipe Condorcanqui | Felipe Condorcanqui | Felipe Condorcanqui | Felipe Condorcanqui | Felipe Condorcanqui | Felipe Condorcanqui |                                                              |                                                              |                                                              |                                                              |                                                              |                                                              | Juana Pilcohuaco Ñusta                                            | Juana Pilcohuaco Ñusta                                            | Juana Pilcohuaco Ñusta                                            | Juana Pilcohuaco Ñusta                                            | Juana Pilcohuaco Ñusta                                            | Juana Pilcohuaco Ñusta                                            |                                                                |                                                                |                                                                |                                                                |                                                                |                                                                |                                                                                     |                     |                     |                     |                     |                     |                         |                         |                         |                         |                         |                         |  |  |  |  |
|  |  |  |  |  |  |  |  |                     |                     |                     |                     |                     |                     |                                                              |                                                              |                                                              |                                                              |                                                              |                                                              |                                                                   |                                                                   |                                                                   |                                                                   |                                                                   |                                                                   |                                                                |                                                                |                                                                |                                                                |                                                                |                                                                |                                                                                     |                     |                     |                     |                     |                     |                         |                         |                         |                         |                         |                         |  |  |  |  |
|  |  |  |  |  |  |  |  |                     |                     |                     |                     |                     |                     | Blas Condorcanqui Curaca de Surimana, Pampamarca y Tungasuca | Blas Condorcanqui Curaca de Surimana, Pampamarca y Tungasuca | Blas Condorcanqui Curaca de Surimana, Pampamarca y Tungasuca | Blas Condorcanqui Curaca de Surimana, Pampamarca y Tungasuca | Blas Condorcanqui Curaca de Surimana, Pampamarca y Tungasuca | Blas Condorcanqui Curaca de Surimana, Pampamarca y Tungasuca |                                                                   |                                                                   |                                                                   |                                                                   |                                                                   |                                                                   | Francisca Torres                                               | Francisca Torres                                               | Francisca Torres                                               | Francisca Torres                                               | Francisca Torres                                               | Francisca Torres                                               |                                                                                     |                     |                     |                     |                     |                     |                         |                         |                         |                         |                         |                         |  |  |  |  |
|  |  |  |  |  |  |  |  |                     |                     |                     |                     |                     |                     | Blas Condorcanqui Curaca de Surimana, Pampamarca y Tungasuca | Blas Condorcanqui Curaca de Surimana, Pampamarca y Tungasuca | Blas Condorcanqui Curaca de Surimana, Pampamarca y Tungasuca | Blas Condorcanqui Curaca de Surimana, Pampamarca y Tungasuca | Blas Condorcanqui Curaca de Surimana, Pampamarca y Tungasuca | Blas Condorcanqui Curaca de Surimana, Pampamarca y Tungasuca |                                                                   |                                                                   |                                                                   |                                                                   |                                                                   |                                                                   | Francisca Torres                                               | Francisca Torres                                               | Francisca Torres                                               | Francisca Torres                                               | Francisca Torres                                               | Francisca Torres                                               |                                                                                     |                     |                     |                     |                     |                     |                         |                         |                         |                         |                         |                         |  |  |  |  |
|  |  |  |  |  |  |  |  |                     |                     |                     |                     |                     |                     |                                                              |                                                              |                                                              |                                                              |                                                              |                                                              |                                                                   |                                                                   |                                                                   |                                                                   |                                                                   |                                                                   |                                                                |                                                                |                                                                |                                                                |                                                                |                                                                |                                                                                     |                     |                     |                     |                     |                     |                         |                         |                         |                         |                         |                         |  |  |  |  |
|  |  |  |  |  |  |  |  |                     |                     |                     |                     |                     |                     |                                                              |                                                              |                                                              |                                                              |                                                              |                                                              | Sebastián Condorcanqui Curaca de Surimana, Pampamarca y Tungasuca | Sebastián Condorcanqui Curaca de Surimana, Pampamarca y Tungasuca | Sebastián Condorcanqui Curaca de Surimana, Pampamarca y Tungasuca | Sebastián Condorcanqui Curaca de Surimana, Pampamarca y Tungasuca | Sebastián Condorcanqui Curaca de Surimana, Pampamarca y Tungasuca | Sebastián Condorcanqui Curaca de Surimana, Pampamarca y Tungasuca |                                                                |                                                                |                                                                |                                                                |                                                                |                                                                | Catalina Usquiconsa                                                                 | Catalina Usquiconsa | Catalina Usquiconsa | Catalina Usquiconsa | Catalina Usquiconsa | Catalina Usquiconsa |                         |                         |                         |                         |                         |                         |  |  |  |  |
|  |  |  |  |  |  |  |  |                     |                     |                     |                     |                     |                     |                                                              |                                                              |                                                              |                                                              |                                                              |                                                              | Sebastián Condorcanqui Curaca de Surimana, Pampamarca y Tungasuca | Sebastián Condorcanqui Curaca de Surimana, Pampamarca y Tungasuca | Sebastián Condorcanqui Curaca de Surimana, Pampamarca y Tungasuca | Sebastián Condorcanqui Curaca de Surimana, Pampamarca y Tungasuca | Sebastián Condorcanqui Curaca de Surimana, Pampamarca y Tungasuca | Sebastián Condorcanqui Curaca de Surimana, Pampamarca y Tungasuca |                                                                |                                                                |                                                                |                                                                |                                                                |                                                                | Catalina Usquiconsa                                                                 | Catalina Usquiconsa | Catalina Usquiconsa | Catalina Usquiconsa | Catalina Usquiconsa | Catalina Usquiconsa |                         |                         |                         |                         |                         |                         |  |  |  |  |
|  |  |  |  |  |  |  |  |                     |                     |                     |                     |                     |                     |                                                              |                                                              |                                                              |                                                              |                                                              |                                                              |                                                                   |                                                                   |                                                                   |                                                                   |                                                                   |                                                                   |                                                                |                                                                |                                                                |                                                                |                                                                |                                                                |                                                                                     |                     |                     |                     |                     |                     |                         |                         |                         |                         |                         |                         |  |  |  |  |
|  |  |  |  |  |  |  |  |                     |                     |                     |                     |                     |                     |                                                              |                                                              |                                                              |                                                              |                                                              |                                                              |                                                                   |                                                                   |                                                                   |                                                                   |                                                                   |                                                                   | Miguel Condorcanqui Curaca de Surimana, Pampamarca y Tungasuca | Miguel Condorcanqui Curaca de Surimana, Pampamarca y Tungasuca | Miguel Condorcanqui Curaca de Surimana, Pampamarca y Tungasuca | Miguel Condorcanqui Curaca de Surimana, Pampamarca y Tungasuca | Miguel Condorcanqui Curaca de Surimana, Pampamarca y Tungasuca | Miguel Condorcanqui Curaca de Surimana, Pampamarca y Tungasuca |                                                                                     |                     |                     |                     |                     |                     | Rosa Noguera Valenzuela | Rosa Noguera Valenzuela | Rosa Noguera Valenzuela | Rosa Noguera Valenzuela | Rosa Noguera Valenzuela | Rosa Noguera Valenzuela |  |  |  |  |
|  |  |  |  |  |  |  |  |                     |                     |                     |                     |                     |                     |                                                              |                                                              |                                                              |                                                              |                                                              |                                                              |                                                                   |                                                                   |                                                                   |                                                                   |                                                                   |                                                                   | Miguel Condorcanqui Curaca de Surimana, Pampamarca y Tungasuca | Miguel Condorcanqui Curaca de Surimana, Pampamarca y Tungasuca | Miguel Condorcanqui Curaca de Surimana, Pampamarca y Tungasuca | Miguel Condorcanqui Curaca de Surimana, Pampamarca y Tungasuca | Miguel Condorcanqui Curaca de Surimana, Pampamarca y Tungasuca | Miguel Condorcanqui Curaca de Surimana, Pampamarca y Tungasuca |                                                                                     |                     |                     |                     |                     |                     | Rosa Noguera Valenzuela | Rosa Noguera Valenzuela | Rosa Noguera Valenzuela | Rosa Noguera Valenzuela | Rosa Noguera Valenzuela | Rosa Noguera Valenzuela |  |  |  |  |
|  |  |  |  |  |  |  |  |                     |                     |                     |                     |                     |                     |                                                              |                                                              |                                                              |                                                              |                                                              |                                                              |                                                                   |                                                                   |                                                                   |                                                                   |                                                                   |                                                                   |                                                                |                                                                |                                                                |                                                                |                                                                |                                                                |                                                                                     |                     |                     |                     |                     |                     |                         |                         |                         |                         |                         |                         |  |  |  |  |
|  |  |  |  |  |  |  |  |                     |                     |                     |                     |                     |                     |                                                              |                                                              |                                                              |                                                              |                                                              |                                                              |                                                                   |                                                                   |                                                                   |                                                                   |                                                                   |                                                                   |                                                                |                                                                |                                                                |                                                                |                                                                |                                                                | José Gabriel Condorcanqui Curaca de Surimana, Pampamarca y Tungasuca Túpac Amaru II |                     |                     |                     |                     |                     |                         |                         |                         |                         |                         |                         |  |  |  |  |

- El Diccionario histórico-biográfico del Perú indica que el apellido de Catalina del Camino es realmente Catalina Usquiconsa así como el de su hijo.[28]

### Descendientes
Túpac Amaru II y su esposa, Micaela Bastidas, tuvieron tres hijos legítimos que son los siguientes: 
- El mayor de ellos, Hipólito Túpac Amaru, fue un destacado comandante del ejército de su padre y lo acompañó durante varias campañas hasta que fue capturado y ejecutado junto con sus padres en la plaza Mayor del Cuzco. No se tiene información de si tuvo esposa o cuántos hijos tuvieron, de ser este el caso.

- Mariano Túpac Amaru, el segundo hijo de José Gabriel Túpac Amaru, fue indultado por los españoles luego que su tío, Diego Cristóbal Túpac Amaru, quien asumió el liderazgo de la rebelión, firmara un acuerdo de paz con los realistas. Mariano recibió, como salario, una pensión de 600 pesos y pudo volver a las tierras de su familia. Tuvo conflictos con las autoridades virreinales por relacionarse con María Nieves Paita de Sicuani. Las autoridades, específicamente el corregidor Salcedo, la consideraban una zamba y una prostituta, además de dar a entender que no deseaban que el clan Túpac Amaru se reprodujera.[29] Por lo que Paita, quien se encontraba embarazada, presumiblemente de Mariano, fue arrestada y recluida en el convento de Santa Catalina del Cuzco, de donde fue liberada por Mariano y ocho cómplices el 19 de septiembre de 1782. Se desconoce el destino de María Paita o de su embarazo.[29]  Posteriormente, tras una conjura donde se vio involucrado su tío, Mariano fue capturado y desterrado a España muriendo en las costas de Brasil en 1784.[30]

- El menor, Fernando Túpac Amaru, al ser un niño de 10 años, no fue ejecutado, pero se le obligó a presenciar el suplicio y muerte de toda su familia y a pasar por debajo de la horca de los ejecutados, para luego ser desterrado a África con órdenes de prisión perpetua, si bien el virrey Agustín de Jáuregui sugirió que no fuera enviado a África sino a España por temor a que alguna potencia enemiga lo rescatara. Frente a las costas de Peniche, Portugal, el navío zozobró, pero Fernando logró sobrevivir y fue llevado a Cádiz, donde fue encarcelado, víctima de una orden reservada. Según el dirigente colla José Diego Lanusse (1935-2007), Fernando escapó durante el naufragio del San Pedro y llegó a Brasil, cruzando el Gran Chaco hasta instalarse en Rumi Cruz, pueblo de Jujuy, con el apellido de Huanca y teniendo descendencia, incluido el dirigente.[31] Según Aldo Olcese, economista español, tras su liberación Fernando vivió en la extrema pobreza, muriendo endeudado, enfermo y sin testar el 30 de julio de 1798 en el Barrio de las Letras de Madrid, España, y fue enterrado ese mismo día por limosna en la iglesia parroquial de San Sebastián de dicha ciudad. El 5 de abril de 2025 sus restos simbólicos fueron repatriados desde España, el encargado de trasladar la urna fue el alcalde del Cusco, Luis Beltrán.[32]

Según el periodista Antonio Vergara Collazos, el noble polaco Sebastián de Berzeviczy se casó con la noble indígena Umina Atahualpa teniendo una hija llamada Umina de Berzeviczy Atahualpa, quien contrajo matrimonio con uno de los miembros de la familia de Túpac Amaru teniendo con él un hijo llamado Antonio Túpac Amaru de Berzeviczy, sobrino de Túpac Amaru II. Tras la rebelión, Antonio Túpac Amaru de Berzeviczy huyó a Polonia donde fue adoptado por Wacław Benesz de Berzeviczy adoptando su apellido. Uno de los descendientes de Antonio fue Andrzej Benesz, político polaco y veterano en la Segunda Guerra Mundial.

### Marquesado de Oropesa
Entre 1777 y 1780, previo a la Gran Rebelión, Diego Felipe Betancur, mestizo cuzqueño buscó legitimarse ante las instancias superiores del virreinato como el descendiente único y legitimo del soberano Felipe Túpac Amaru, con la finalidad de solicitar el Marquesado de Santiago de Oropesa acusando al curaca Condorcanqui como impostor. Historiadores como John Rowe y José Antonio del Busto mencionan que el nuero de Betancur, Vicente García había ido a Pampamarca y, a autonombrándose apoderado de los nobles incas, extrajo varias partidas de nacimiento, bautizo y casamiento de la familia Túpac Amaru, manipulando y falsificando información en favor de su suegro. Al notar el apoyo e influencia de funcionarios indígenas, criollos y españoles del Cuzco hacia los Betancur, José Gabriel se vio obligado a dirigirse a la Real Audiencia de Lima para esclarecer su caso.
Los Betancur afirmaban descender del último Inca de Vilcabamba (Tupac Amaru I) por la línea de Juan Túpac Amaru, supuesto hijo de Tupac Amaru, mientras que José Gabriel Túpac Amaru por la línea de Juana Pilcohuaco, hija de Tupac Amaru. El litigio no tuvo ganadores y ambas familias perdieron grandes sumas de dinero en juristas, genealogistas, apoderados y heraldos. El mismo Condorcanqui contrajo una deuda de aproximada de 8000 pesos en Lima. según los historiadores Tomson y Lewin, las autoridades españolas de la Real Audiencia de Lima podrían haber ralentizado el proceso por temor a que los litigantes (Túpac Amaru y Betancur), lograran el reconocimiento jurídico del linaje como descendientes de Túpac Amaru I y reclamaran la herencia y derechos del Marquesado de Santiago de Oropesa, retenido por la Corona en ese entonces.

## Impacto social y cultural

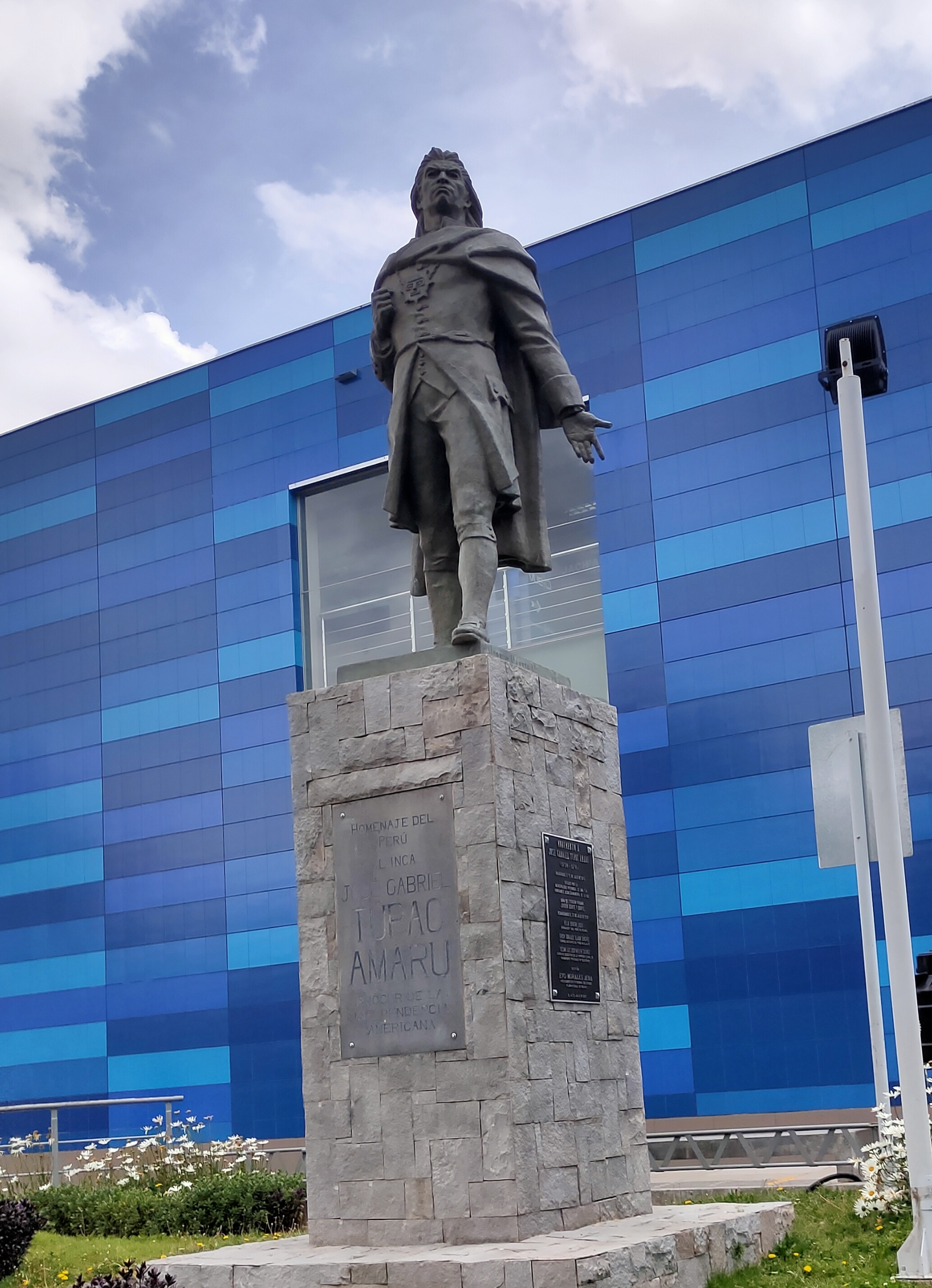
Monumento de Túpac Amaru en la Plaza Libertad en El Alto, Bolivia.

La fama de Túpac Amaru II se extendió a tal punto que los indígenas sublevados en los llanos de Casanare, en la región de Nueva Granada, lo reconocieron como "Rey de América".  Movimientos posteriores invocaron el nombre de Túpac Amaru II para obtener el apoyo de los indígenas, caso entre otros de Felipe Velasco Túpac Amaru Inca o Felipe Velasco Túpac Inca Yupanqui, quien pretendió levantarse en Huarochirí (Lima) en 1783. La rebelión de Túpac Amaru II marcó el inicio de la etapa emancipadora de la historia de Perú.
La rebelión produjo una fuerte influencia sobre la Conspiración de los tres Antonios, indicios descubiertos en Chile el 1 de enero de 1781, en pleno desarrollo de la insurrección. Los conspiradores se animaron a actuar gracias a las noticias de los avances de Túpac Amaru II en el Virreinato del Perú.

### Mesianismo de Túpac Amaru II
Tupac Amaru fue relacionado con el mito del Inkarri, en el que la visión de los pueblos andinos sureños plantea la esperanza de la reconstitución del Tahuantinsuyo tras su destrucción política e institucional en el siglo XVI. Muchos pueblos autóctonos creían que las partes del inca Atahualpa se juntarán y formarán al nuevo inca y cabeza del Tahuantinsuyo. El sistema de creencias indígenas aceptaba a Túpac Amaru como dios, redentor y liberador de los oprimidos, vale decir como una figura equivalente a la de Jesucristo.[cita requerida] El inca reforzaba esta creencia al afirmar que los españoles habían impedido a los pueblos quechuas el acceso al dios verdadero, siendo él mismo quien designaría personas que les enseñaran la verdad.
Para la mayoría de los rebeldes indígenas, la fuente de sus creencias acerca del fin de la dominación española estaba en la concepción que tenían del futuro, donde el inca que regresa pone término a la dominación española y devuelve el orden al mundo; en contraparte, la muerte del inca implicaba una destrucción del orden, del principio regente del mundo andino.
La espera del Inkarri ha servido de mitificación de la vida de Túpac Amaru y de otros caudillos mesiánicos que le precedieron en la memoria popular y se preservan en las tradiciones orales del ande peruano, figuran entre estos: Juan Santos Atahualpa, Túpac Katari y Mateo Pumacahua. 

### SiglosXXyXXI

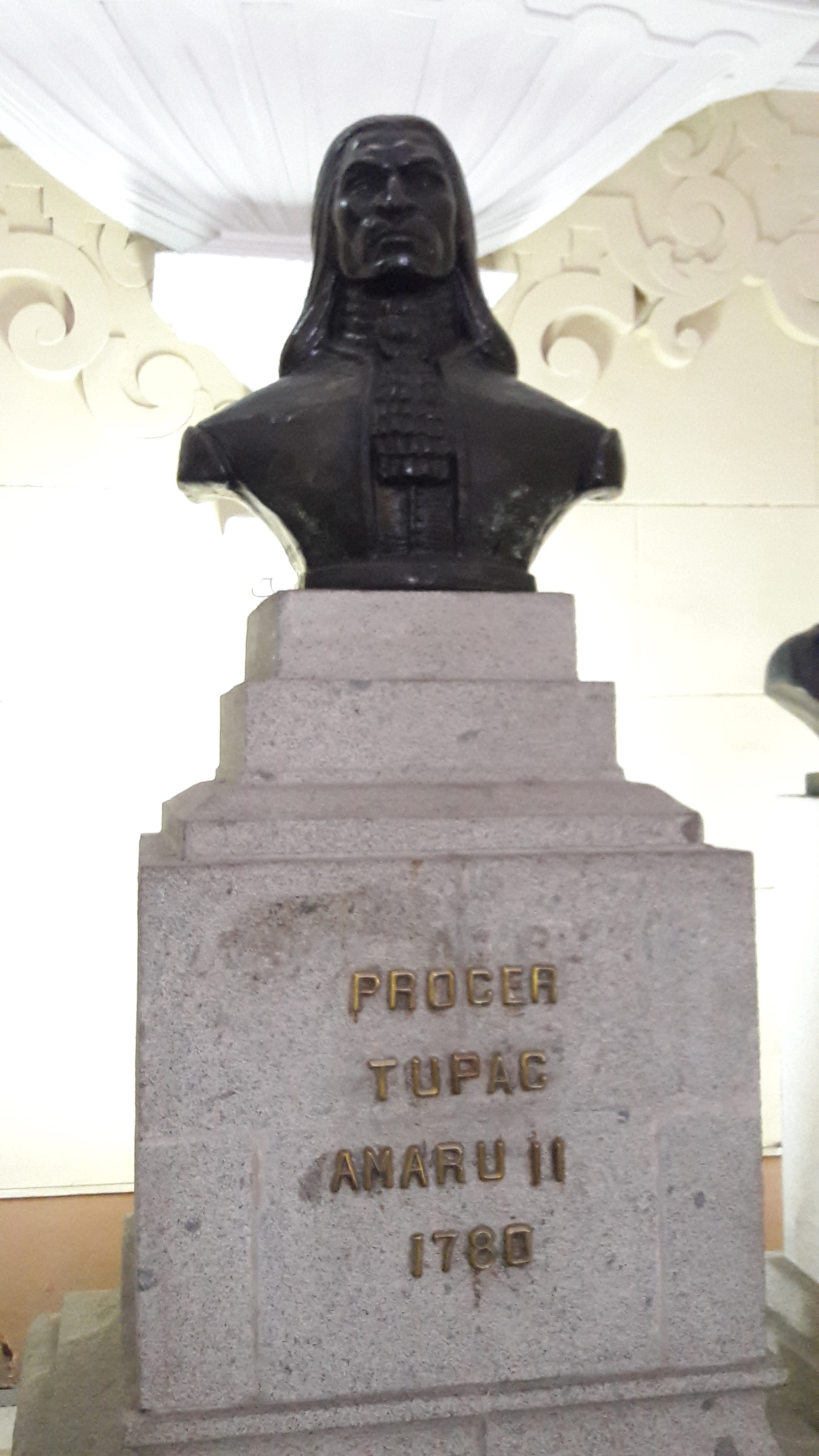
Efigie de Túpac Amaru II en el Panteón de los Próceres en Lima.

En 1969, en el Perú, el gobierno del general Juan Velasco Alvarado (1968–1975) reconoció a Túpac Amaru II como héroe nacional acogiendo su imagen, diseñada por el artista Jesús Ruiz Durand, como símbolo del Gobierno Revolucionario de las Fuerzas Armadas. El 24 de junio de 1969, en honor al héroe, Velasco cierra el discurso por la ley de reforma agraria con la frase siguiente: «Campesino, el patrón no comerá más tu pobreza». También en su honor se renombró a uno de los salones principales de Palacio de Gobierno, hasta ese entonces llamado salón Francisco Pizarro, el cual la élite de la Lima republicana creó y mantuvo los primeros dos tercios del siglo XX en su aprecio al conquistador español, retirando además aquel retrato del centro superior del salón y reemplazándolo por el de Túpac Amaru II. Además, durante su gobierno se construyó la avenida Túpac Amaru, una de las más extensas (25 km) de la capital y que une Lima Norte (en ese entonces excluido del resto de la ciudad) con el centro de Lima.

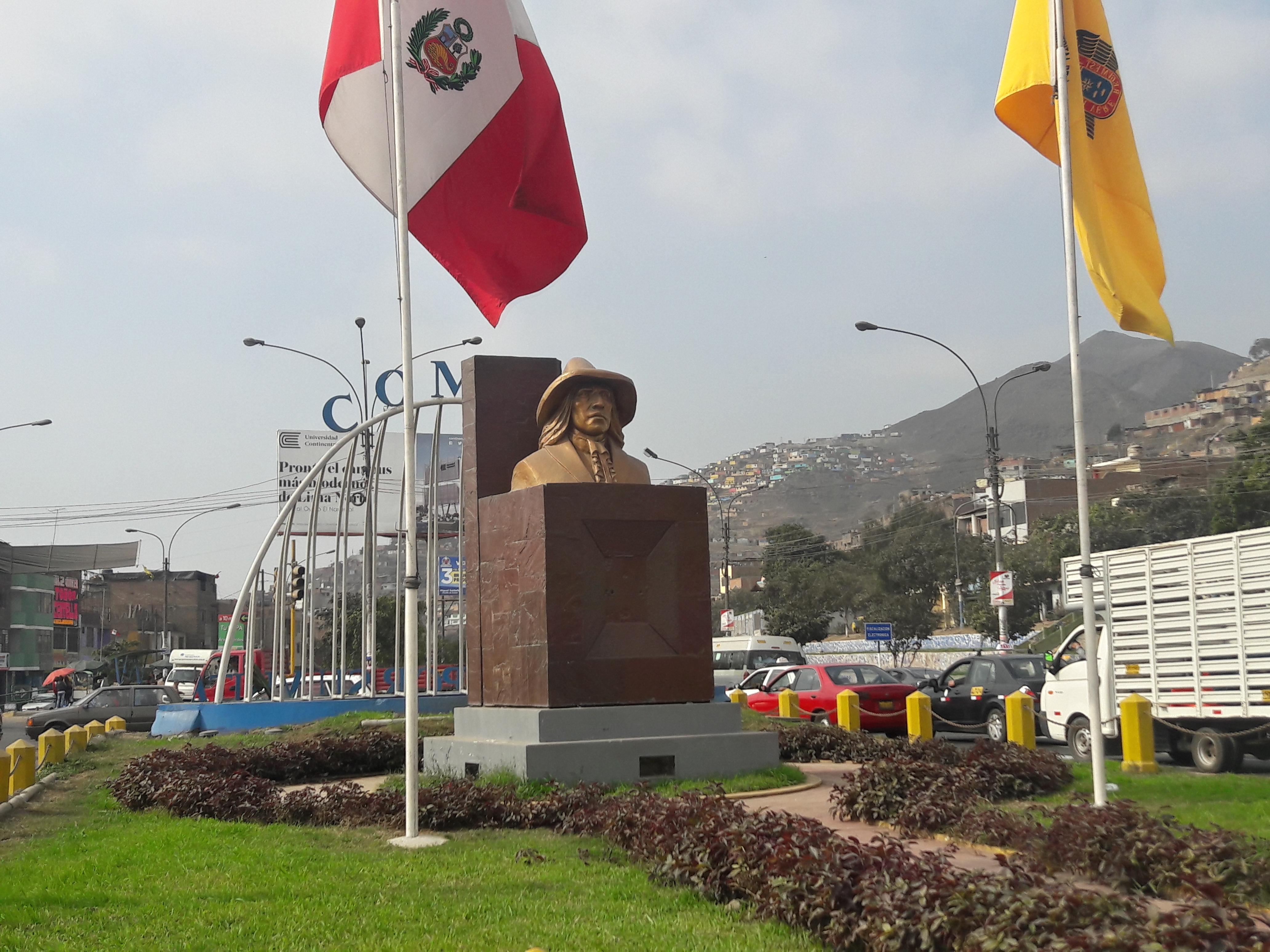
Monumento a Túpac Amaru II, en la avenida del mismo nombre en el distrito limeño de Comas.

Su nombre también fue utilizado por el Movimiento Revolucionario Túpac Amaru (MRTA), agrupación guerrillera que operó en Perú de 1985 a 1997. 
En Venezuela, inspirados en la guerrilla uruguaya mencionada, el Tupamaro (Venezuela) desarrolló acciones armadas entre 1992 y 1998, para después integrarse a la política formal.
En Argentina el nombre de este líder rebelde fue adoptado por la Asociación Túpac Amaru, un movimiento indigenista político y social surgido en 2001 en la provincia de Jujuy que actualmente tiene presencia en 15 provincias argentinas. También pertenece a la Galería de los Patriotas Latinoamericanos, creada en la Casa Rosada por la presidenta Cristina Fernández en 2010 (año del Bicentenario de la Revolución de Mayo).
En Uruguay los Tupamaros también conocidos como Movimiento de Liberación Nacional o por sus siglas MLN-T, fue un grupo insurgente que estuvo activo entre los años de 1960 y 1970, que se denominó como tal por la admiración y respeto que sus militantes sentían por Túpac Amaru II.
Eduardo Galeano, escritor uruguayo, recogió la historia de un turista que le preguntó a un niño lustrabotas si conocía a Túpac Amaru. El niño, sin alzar la cabeza, respondió que sí y en un susurro dijo: «Viento es».
En Estados Unidos, el famoso rapero Tupac Shakur o 2pac (1971–1996) tuvo como nombre de nacimiento el de Túpac Amaru Shakur debido a la admiración que su madre Afeni Shakur (activista de la organización afroestadounidense Panteras Negras) tenía por Túpac Amaru II.
Las Logias masónicas han conmemorado su ideal liberal, fundando logias en su honor, como la Gran Logia Tupac Amaru N.°42, y erigiendo bustos en su honor en las calles de Lima, así como adornar logias con cuadros de Condorcanqui (y reclamar tener bajo su posesión, reliquias que fueron propiedad de Tupac Amaru en vida).

### Cine y televisión
- En 1984 se estrenó Túpac Amaru, galardonada película peruano-cubana, escrita y dirigida por Federico García y protagonizada por el actor Reynaldo Arenas.[61]
- En 2021, el contexto del Bicentenario del Perú, Latina Televisión estrenó la serie televisiva Los otros libertadores, en la cual Cristhian Esquivel interpreta al personaje histórico.[62]

### Música
- Túpac Amaru, poema sinfónico del compositor venezolano Alfredo del Mónaco (Premio Tomás Luis de Victoria), estrenado en 1977, ha sido interpretado en numerosos festivales internacionales.
- Túpac Amaru, sinfonía Nº5 del compositor peruano Armando Guevara Ochoa.
- La canción Águila de trueno (parte II) del álbum Kamikaze de Luis Alberto Spinetta está inspirada en la figura de Túpac Amaru II.
- El grupo francés de hip-hop Canelason sacó a la luz un tema llamado "Libre", en cual narra la historia de este revolucionario y su trágica muerte.
- El rapero Residente en su canción "This Is Not America" menciona que el rapero afroestadounidense 2pac lleva su nombre debido a que su madre quiso ponerle el nombre de un revolucionario inca.